# Bonbon la rouroute

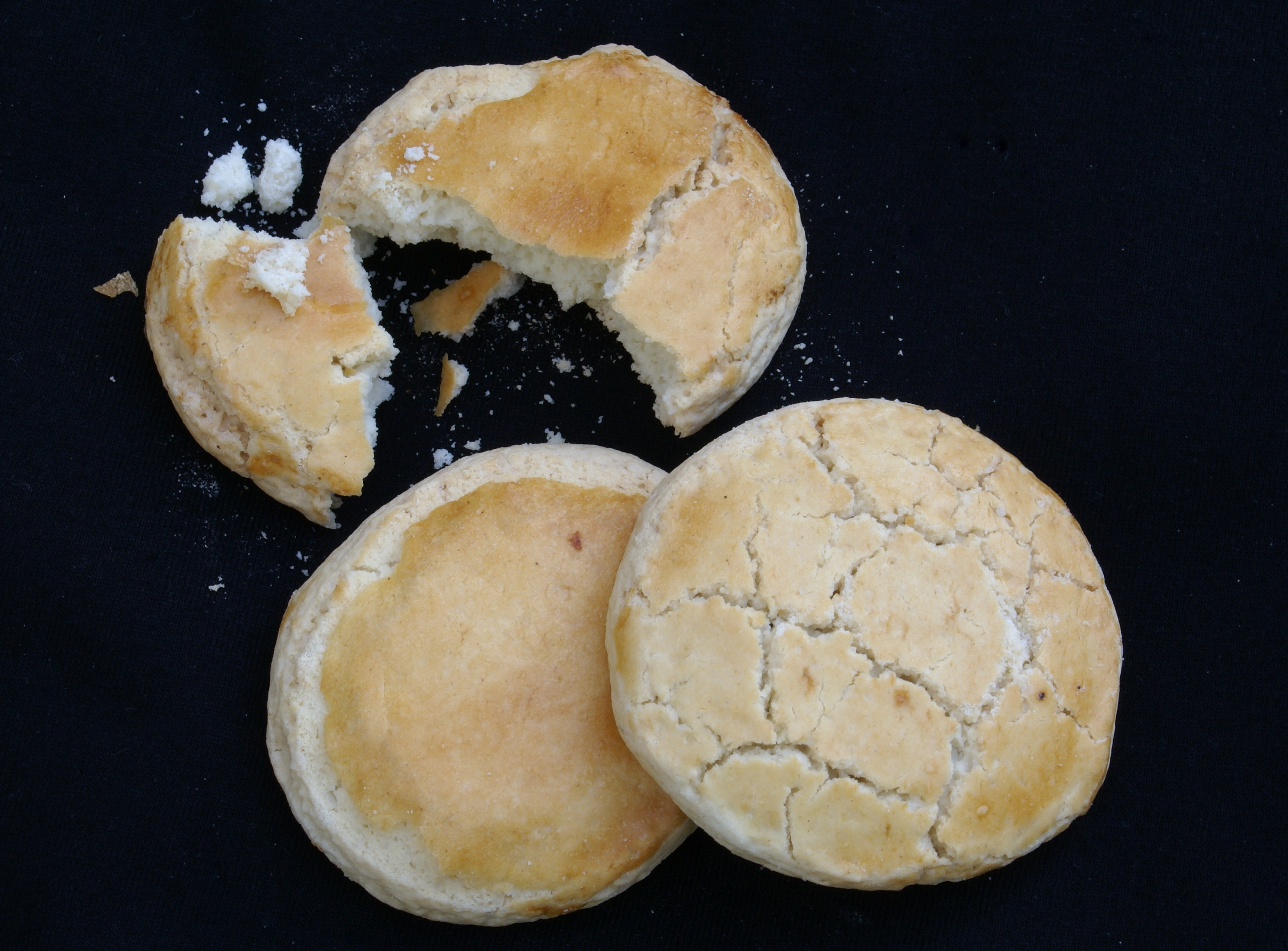
Bonbons la rouroute

Le bonbon la rouroute est une pâtisserie compacte que l'on consomme sur l'île de La Réunion, département d'outre-mer français dans l'océan Indien.

## Description
Fabriqué à partir de la fécule issue des rhizomes de l'arrow-root, dont le nom a été déformé en la rouroute par le temps, il se présente sous la forme d'un petit gâteau rond adoré par les enfants au goûter.